# Din oficiu

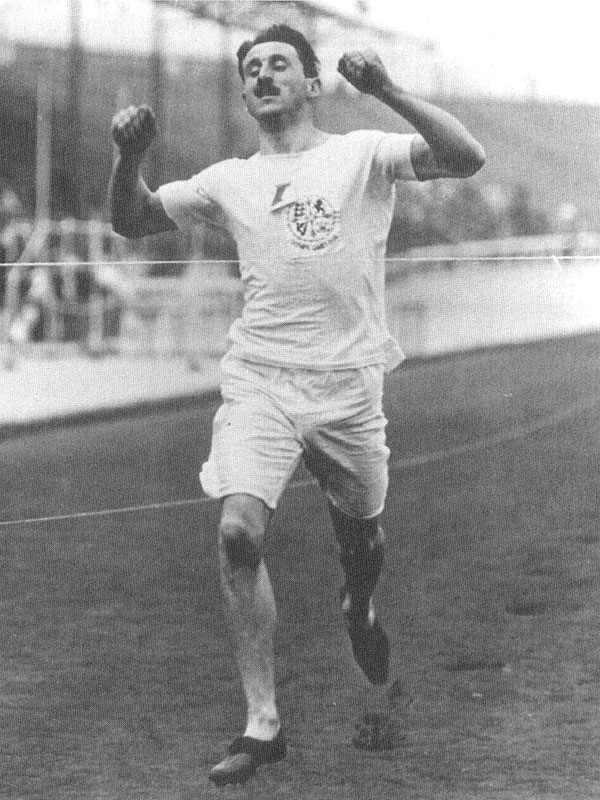
Wyndham Halswelle a câștigat medalia de aur olimpică din 1908 pentru 400 de metri alergare masculin într-un walkover. Americanul John Carpenter a fost descalificat, determinându-i pe colegii săi John Baxter Taylor și William Robbins să refuze să participe. protest.

Walkover în engleză, victorie din oficiu, este acordată echipei/jucătorului advers etc., dacă nu există alți jucători disponibili sau au fost descalificați, deoarece ceilalți concurenți au renunțat (în engleză forfeited) sau ceilalți concurenți s-au retras din concurs. Termenul se poate aplica în sport, alegeri sau în alte contexte în care o victorie poate fi obținută în mod implicit. Semnificațiile înguste și extinse ale lui „walkover” ca un singur cuvânt se regăsesc ambele din 1829. În canotaj, este cunoscut sub numele de „row over”, implică să continui cursa până la final indiferent de numărul de participanți.

## Sporturi
Cuvântul provine de la hărți de cai în Regatul Unit, unde un participant la o cursă cu un singur ca care se desfășoară în conformitate cu regulile Jockey Club trebuie cel puțin să treacă peste traseu înainte de a fi premiat. victorie. Acest rezultat era destul de comun într-o perioadă în care nu existau premii în bani garantate pentru cai terminând pe locul al doilea sau al treilea, așa că nu a existat niciun stimulent pentru a alerga un cal într-o cursă pe care nu a putut-o câștiga. Calul de curse campion din secolul al XVIII-lea Eclipse a fost atât de dominant asupra contemporanilor săi încât i s-a permis să treacă peste el de nouă ori, și câștigătorul Epsom Derby din 1828 Cadland au trecut peste cel puțin șase ocazii . Formalitatea deplină de mers pe jos (sau în alt mod călare) pe întreaga pistă într-o cursă cu un singur ca a rămas în regulile care guvernează cursele până în 2006; a fost înlocuit cu formalitatea mai mică de a face greutatea corectă și de a trece pe lângă boxa arbitrului pentru a fi declarat câștigător.
Actul propriu-zis de „a trece peste” a fost observat în meciurile din fotbalul cu regulile australiene din timpul secolului al XIX-lea și începutul secolului al XX-lea. Nu era neobișnuit în secolul al XIX-lea ca un meci programat să fie anulat în ziua respectivă, de multe ori din cauza uneia dintre cele două echipe care nu a reușit să încadreze destui jucători, dar aceștia erau în general considerați fără joc sau reprogramați. Prima echipă care a câștigat victoria prin trecere cu o astfel de ocazie a fost Albert-park, într-un meci 1870 împotriva Calea ferată care urma să fi luat în considerare pentru Challenge Cup. Railway nu a avut suficienți jucători și a refuzat să joace, așa că echipa Albert-park a ieșit pe teren cu arbitrul și fără opoziție și a marcat două goluri, revendicând o victorie de walkover. Victoria revendicată și impactul ei la Challenge Cup a fost controversată și larg disputată de celelalte cluburi; un scriitor sportiv la acea vreme a comentat că „în legătură cu fotbalul, ideea unui walkover este pur și simplu absurdă și fără precedent.” Cu toate acestea, după aceea, au fost observate adesea deplasări reale în circumstanțe similare: arbitrul ar sări mingea pentru a începe oficial jocul, echipa fără opoziție ar marca cel puțin o dată pentru a-și asigura un avantaj, iar meciul ar fi apoi abandonat. . Cel mai înalt nivel a avut loc într-un meci Victorian Football Association din 1900, și rapoartele sporadice de la jocuri la nivel local confirmă faptul că trecerile reale au fost observate încă în anii 1930, inclusiv în afara Melbourneului.
La Jocurile Olimpice de vară din 1908, Wyndham Halswelle a reușit să obțină o medalie de aur în reluarea cursei finale a [[Atletics la Jocurile Olimpice de vară din 1908 – 400 de metri masculin|400 de metri] ]: Cei doi adversari americani ai lui Hallswelle au refuzat să participe la reluare, protestând împotriva controversata descalificare a coechipierului lor. Hallswelle a alergat singur în reluare pentru a câștiga medalia de aur.
În Jocurile Olimpice de vară din 1920 programul de navigație, au existat un total de șaisprezece clase diferite de iahturi – niciun alt joc olimpic nu a navigat mai mult de șapte clase până în anii 1980 – răspândirea concurenților atât de subțire încât erau șase. medalii de aur câștigate prin trecere: fiecare dintre aceste iahturi își finalizează cursul fără opoziție pentru a revendica aurul. Un al șaptelea iaht, Francis Richards' participant în 18' Dinghy, a încercat, de asemenea, un walkover, dar nu a terminat; acest echipaj este recunoscut oficial ca medaliat cu aur de către Comitetul Olimpic Internațional, dar nu a fost menționat în cel mai oficial raport contemporan al organizatorilor de jocuri, punând la îndoială dacă echipajul a primit sau nu medalii de aur la momentul respectiv din cauza nu termină cursul. Pe lângă treceri, două dintre cele șaisprezece clase au fost anulate din cauza lipsei de participanți.
A avut loc o trecere la Jocurile Olimpice de vară din 2020 în alpinism sportiv. Alpinistul francez Bassa Mawem a fost accidentat la ultima sa urcare în timpul calificărilor și nu a putut concura în finală, dar regulile IFSC nu i-au permis înlocuirea acestuia. Oponentul său de cățărare rapidă din runda de deschidere, alpinistul ceh Adam Ondra, a fost forțat să alerge fără opoziție sus pe zid pentru a avansa.
A fost observată o trecere la fotbal în manșa a doua a playoff-ul de calificare la Cupa Mondială FIFA 1974 între Uniunea Sovietică și Chile. Uniunea Sovietică a refuzat să joace în Chile la două luni după lovitura de stat chiliană din 1973, iar FIFA a acordat jocul Chile cu un rezultat nominal de 1-0; dar walkover-ul în sine a fost încă organizat, echipa chiliană luând terenul și căpitanul Francisco Valdés marcând un gol fără opoziție în fața unei mulțimi de 15.000.
Într-un sens mai general, termenul „walkover” este folosit pe scară largă în multe sporturi pentru o pierdere din cauza unei echipe care nu poate sau nu dorește să joace, chiar dacă nu are loc un act real de trecere. În unele cazuri, există distincții între treceri și alte victorii în mod prestabilit: de exemplu, în tenis o trecere are loc atunci când un jucător se retrage înainte de meci, dar nu și atunci când un jucător s-a retras din cauza unei accidentări în timpul unui meci. Multe organisme sportive au un scor nominal aplicat în cazul walkover-ului în scopul diferențierilor de puncte; turneul de baschet feminin din Jocurile Panamericane din 2019, de exemplu, a acordat Columbiei o victorie cu 20–0, când adversarii lor argentinieni s-au prezentat cu uniforme greșite. În mod colocvial, un joc extrem de unilateral poate fi numit și „walkover”, ceea ce înseamnă că un scor similar ar fi putut fi obținut fără prezența echipei care pierde.

## Alte utilizări
În jocurile poker care folosesc blind-uri, o mână este considerată un walkover (de obicei scurtat la „walk”) atunci când niciun alt jucător nu plătește sau ridică big blind-ul, rezultând în jucătorul care a postat big blind-ul câștigând mâna fără opoziție. Plimbările sunt cel mai des văzute în turnee, deoarece jocurile cash permit adesea jucătorilor să „împartă blind-urile” (de ex. să-și reia pariurile blind în cazul în care nu există nicio persoană care apelează sau ridică până când acțiunea ajunge la blind-ul mic). Tocarea nu este permisă în turnee.
Un alegeri necontestate este adesea denumită un walkover, când este denumit și câștigarea „în mod implicit”. Cuvântul este folosit mai general prin extensie pentru o alegere în care câștigătorul nu este singurul participant, dar niciun adversar nu are șanse credibile de victorie.

## References
1. ↑  „Echipa PAP subliniază o eroare în forma RP, evitând posibila trecere în GRC West Coast”. 1 septembrie 2015. Accesat în 29 martie 2017. Parametru necunoscut |limba= ignorat (ajutor); Parametru necunoscut |lucru= ignorat (ajutor)
2. 1 2  Oxford English Dictionary, a 2-a ed.: walkover
3. ↑  Oxford English Dictionary (ed. 2nd). walk 16e, walk over.
4. ↑  .net/TB/Bios/Eclipse.htm „Eclipse” Verificați valoarea |url= (ajutor). www.bloodlines.net.[nefuncțională – arhivă]
5. ↑  /rules_pdf/2020-21/r108-111.pdf „Walking over” Verificați valoarea |url= (ajutor) (PDF). Hong Kong Jockey Club. Accesat în 14 iunie 2021.
6. ↑  [https:// idiomorigins.org/origin/walkover „Originea: walkover”] Verificați valoarea |url= (ajutor). Idiom origins. Accesat în 14 iunie 2021.
7. ↑  Fair Play (18 iunie 1870). „Football”. VIII (220). Melbourne, VIC. p. 779. Parametru necunoscut |newspaper.= ignorat (ajutor)
8. ↑  „Football”. Leader. 6 august 1870. p. 10.
9. ↑  „Williamstown v. Brunswick”. Williamstown Chronicle. Williamstown, VIC. 7 iulie 1900. p. 3.
10. ↑  „I.N.F. câștigă walkover”. Werribee Shire Banner. Werribee, VIC. 11 august 1927. p. 3.
11. ↑  „Walk-over match”. The Argus. Melbourne, VIC. 12 iunie 1911. p. 6.
12. ↑  „Fotbal - Trecerea căilor ferate”. South Western Times. 31 august 1932. p. 3.
13. ↑  Sports-nova.com (ed.). -13-even-jogging-around-the-park-pot-da-un-aur-olimpic-în-atletism/ „120 de ani, 120 de povești (Partea 13): Chiar și jogging în jurul parcului poate oferi un aur olimpic în atletism - Wyndham Halswelle” Verificați valoarea |url= (ajutor). Accesat în 2 martie 2016.[nefuncțională – arhivă]
14. ↑  org/editions/7/sports/SAI „Sailing la Jocurile Olimpice de vară din 1920” Verificați valoarea |url= (ajutor), Olympedia (în engleză), 22 iulie 2021, accesat în 22 iulie 2021
15. ↑  Olympic Games Antwerp 1920 — Official Report, pagina 73 (PDF). Belgian Olympic Committee. Arhivat din originalul de la 5 mai 2011. Accesat în 24 mai 2024. Parametru necunoscut |limba= ignorat (ajutor)
16. ↑   .com/en/video/men-s-combined-finals-climbing-tokyo-2020-replays Finala combinată masculină - Alpinism | Reluări Tokyo 2020. Evenimentul are loc la 4:30. https://olimpiade .com/en/video/men-s-combined-finals-climbing-tokyo-2020-replays.[nefuncțională – arhivă]
17. ↑  García, Miguel (17 mai 2015). [http:/ /www.miguelgarciavega.com/chile-vs-urss-1973-la-cara-negra-del-futbol „Chile vs. URSS, 1973. La cara negra del fútbol”] Verificați valoarea |url= (ajutor) (în spanish). Accesat în 6 martie 2017.
18. ↑  Soto, Óscar (21 noiembrie 2013). /2013/11/21/futbol/futbol_internacional/chile/1385026960.html „El partido fantasma entre Chile y la URSS” Verificați valoarea |url= (ajutor) (în spanish). Madrid: Marca. Accesat în 6 martie 2017.
19. ↑  „Reguli de pariuri pe tenis: ce se întâmplă când un jucător se retrage, În timpul întârzierilor de ploaie și mai mult”. 1 iunie 2021. Accesat în 12 iunie 2021.
20. ↑  „Argentina pierde jocul Pan Am pentru tricoul greșit”. ESPN. 8 august 2019.
21. ↑  „Walk | Condiții de poker”. www.pokernews.com. Accesat în 6 august 2021.
22. ↑  „Casino Poker pentru începători: Chopping Blinds - Așteptări, etichetă și EV”. Accesat în 6 august 2021. Parametru necunoscut |site web= ignorat (ajutor)